# Xã Belford, Quận Richland, Bắc Dakota
Xã Belford (tiếng Anh: Belford Township) là một xã thuộc quận Richland, tiểu bang Bắc Dakota, Hoa Kỳ. Năm 2010, dân số của xã này là 122 người.